# Lilla Skinnarviksgränd

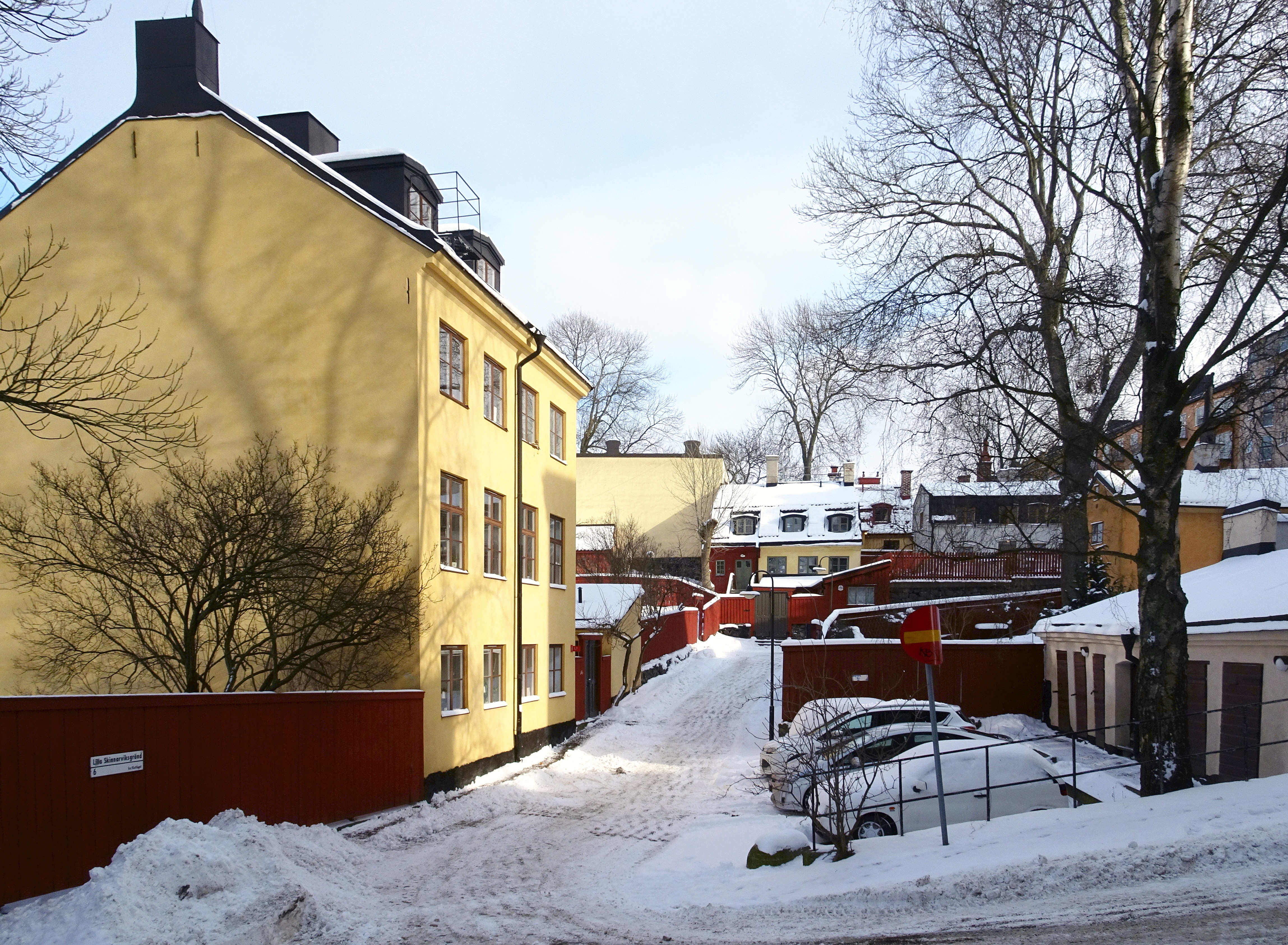
Lilla Skinnarviksgränd österut från Timmermansgatan, mars 2018.

Lilla Skinnarviksgränd är en gata på Mariaberget på Södermalm i Stockholm. Gränden fick sitt nuvarande namn 1806.

## Historik

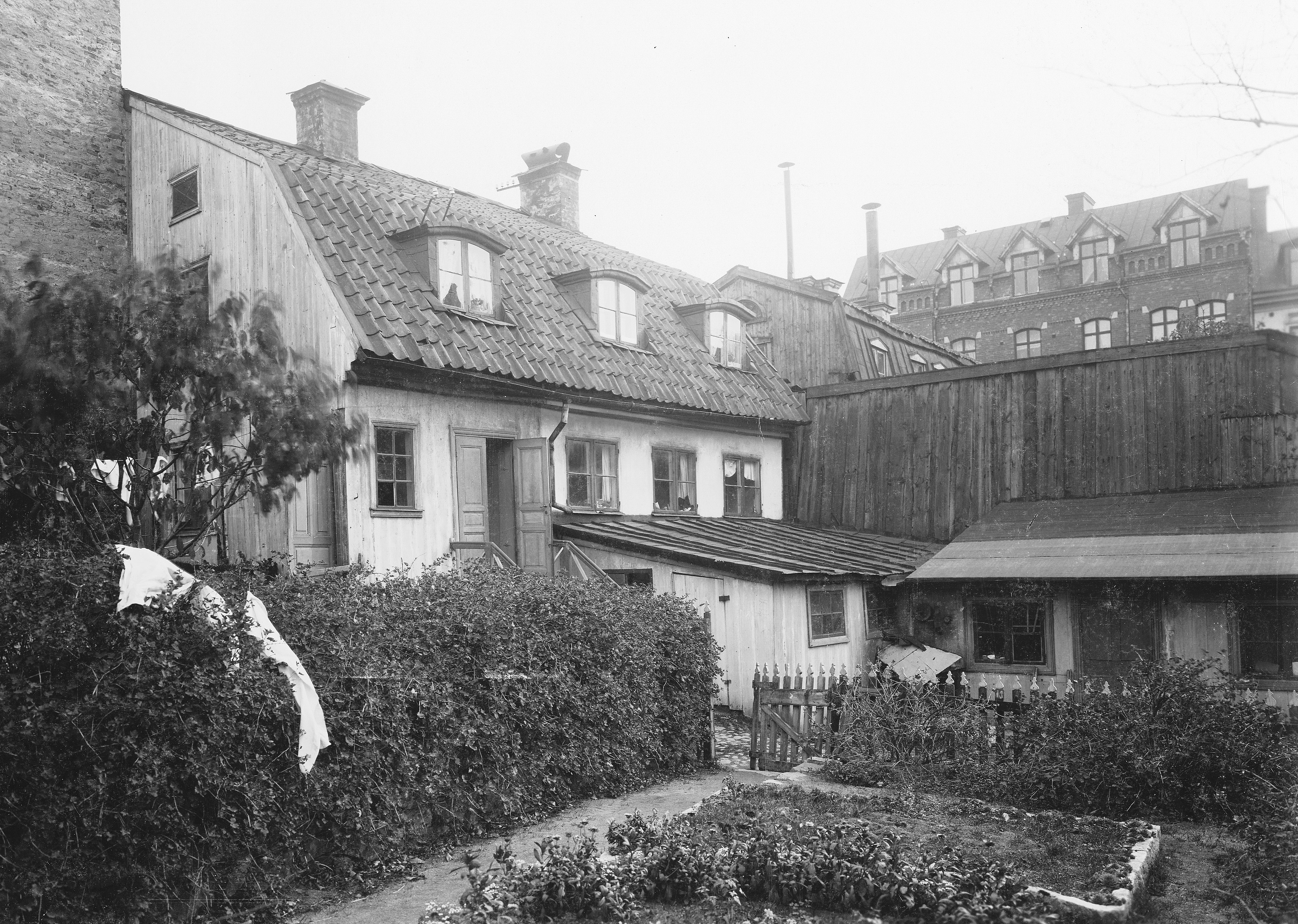
Lilla Skinnarviksgränd 2, år 1906.

Lilla Skinnarviksgränd sträcker sig från Bastugatan och i en sväng mot väster till Timmermansgatans början vid Mälarborgen. Här leder trappor ner till promenadstigen Monteliusvägen. Namnet föreslogs 1806 och anknyter till Skinnarviken som låg vid nuvarande Münchenbryggeriet där skinnare eller garvare bedrev sitt hantverk på 1600-talet. På äldre kartor från före 1885 gick Lilla Skinnarviksgränd längre västerut och förenade sig med Duvogränd i höjd med dåvarande Ludvigsbergs Mekaniska Verkstad (efter 1904 Münchenbryggeriet). Den kontakten bröts när Torkel Knutssonsgatan sprängdes fram här kring sekelskiftet 1900.

## Byggnader och anläggningar
Vid Lilla Skinnarviksgränd ligger några kulturhistorisk intressanta fastigheter. Kattfoten större 30 (Lilla Skinnarviksgränd 2 och Bastugatan 30–32) utgörs av sex mindre trä- och stenhus från 1700-talet som är blåmärkta av Stadsmuseet i Stockholm vilket innebär att den har "synnerligen höga kulturhistoriska värden". 
Lilla Skinnarviksgränd nr 6 är ett trevånings stenhus som uppfördes i mitten av 1860-talet. Det gulmålade stenhuset vid Skinnarviksgränd nr 1 byggdes på 1750-talet. Båda är grönmärkta och anses av Stadsmuseet vara "särskilt värdefulla från historisk, miljömässig eller konstnärlig synpunkt". Husen ägs och förvaltas av kommunägda AB Stadsholmen. Mellan Lilla Skinnarviksgränd nr 2 och 6 ligger Olle Adolphsons park, uppkallad efter trubaduren Olle Adolphson som bodde i kvarteret Kattfoten större på 1950- och början av 1960-talet.

## Gatan i kulturen
På 1960-talet var den historiska bebyggelsen vid Lilla Skinnarviksgränd rivningshotad. I Olle Adolphsons komposition Gustav Lindströms visa från 1962 påmindes om och protesterades mot rivningsplanerna. Denne Gustav Lindström var en av de boende på Lilla Skinnarviksgränd som mådde "lagom så bra" eftersom han tvingades flytta till Farsta, för "nu skulle dom börja riva på Lilla Skinnarviks gränd". I en av verserna rimmade Adolphson:
| ” | Vad är det för ena dårar som härjar i stan, serru glada som barn, med sitt sattyg till plan en prick och en knäpp på näsan så att han blir bränd det skulle han som river på Lilla Skinnarviksgränd, är du me på den | „ |

## Bilder

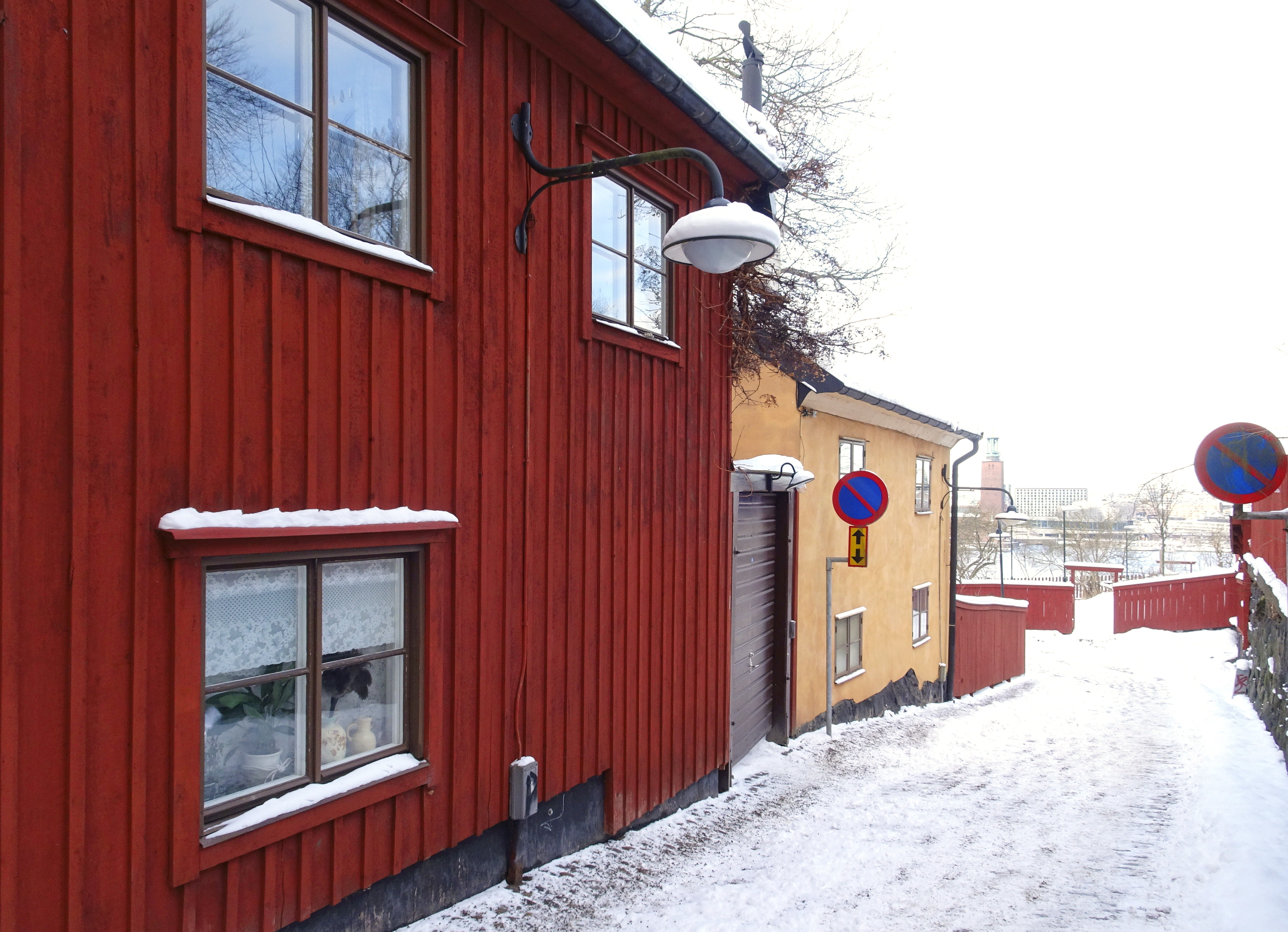
Bastugatan 34 (t. v.) och Lilla Skinnarviksgränd 1 norrut.
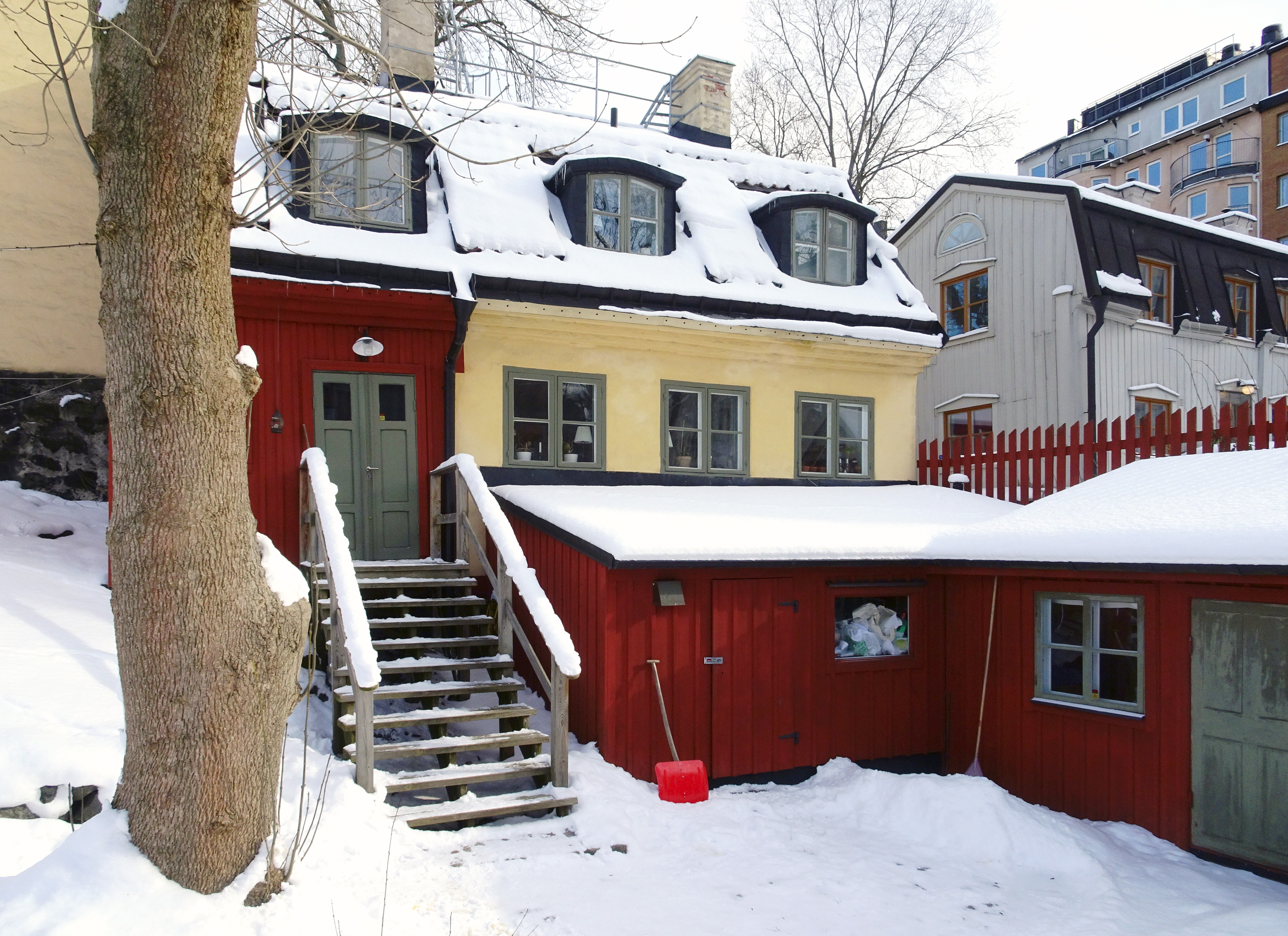
Lilla Skinnarviksgränd 2 i fastigheten Kattfoten större 30.
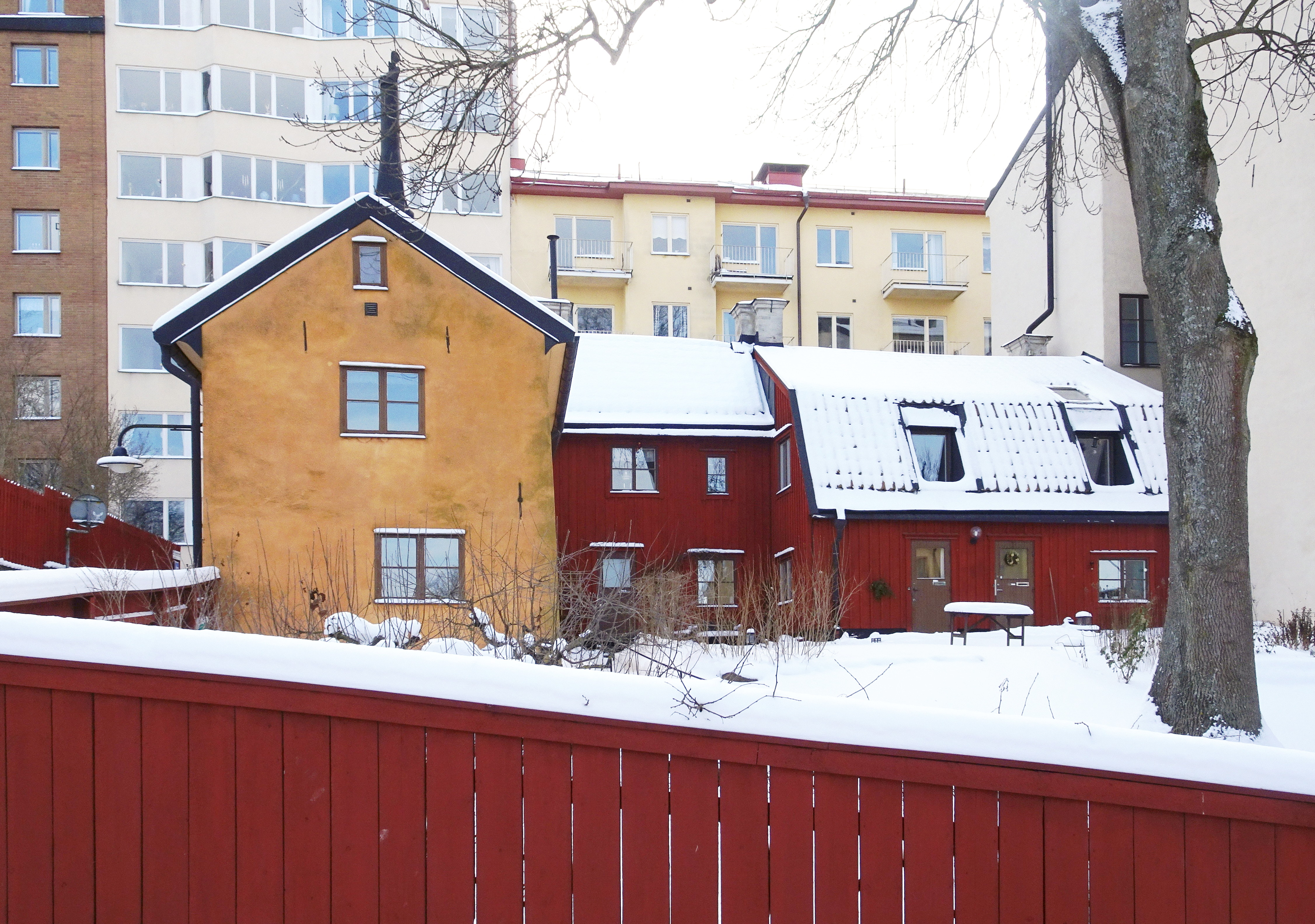
Lilla Skinnarviksgränd 1 (t. v.) och innergården Bastugatan 34.
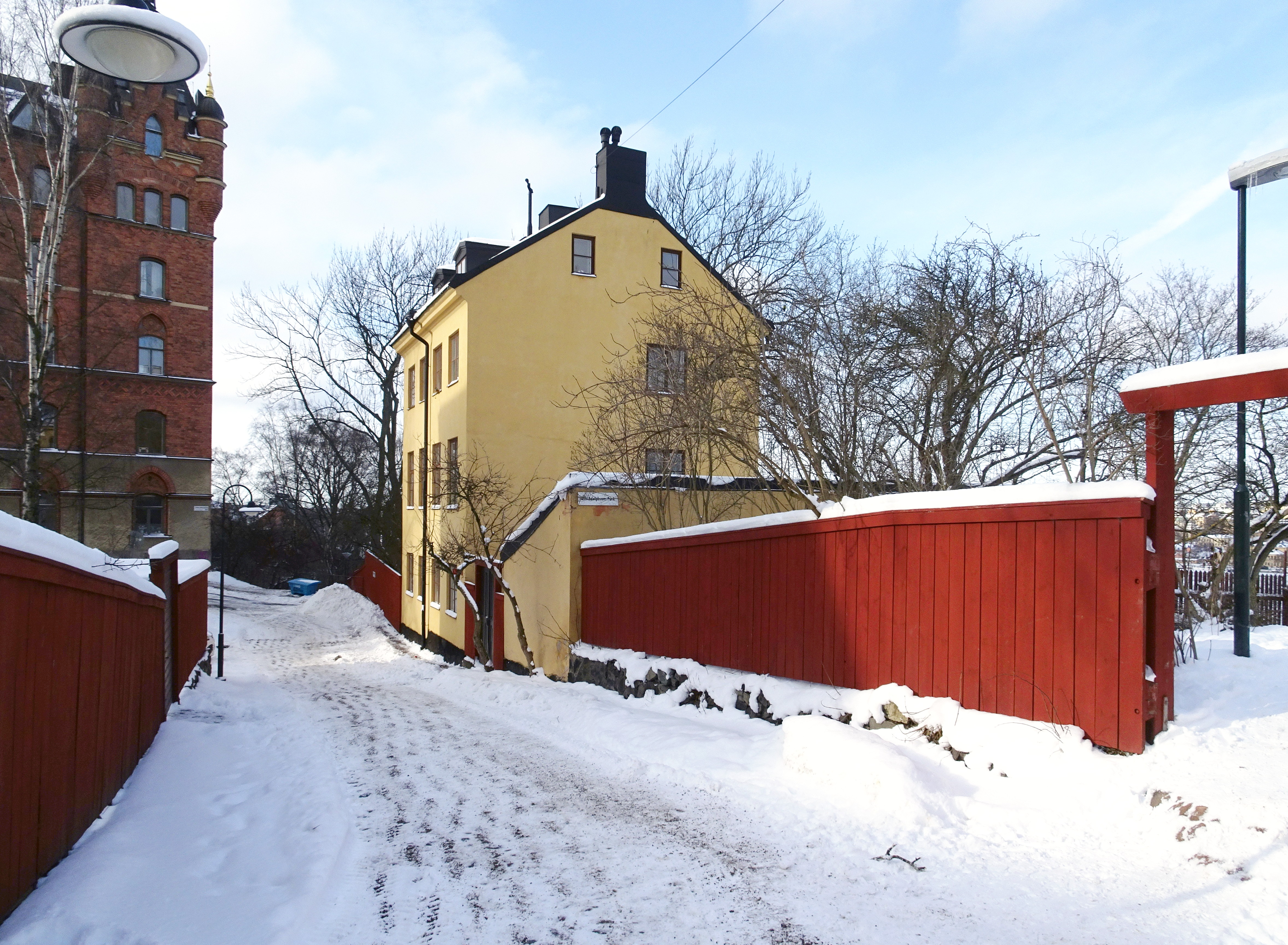
Lilla Skinnarviksgränd västerut med nummer 6 och ingången till Olle Adolphsons park.